# Alfombra de aserrín

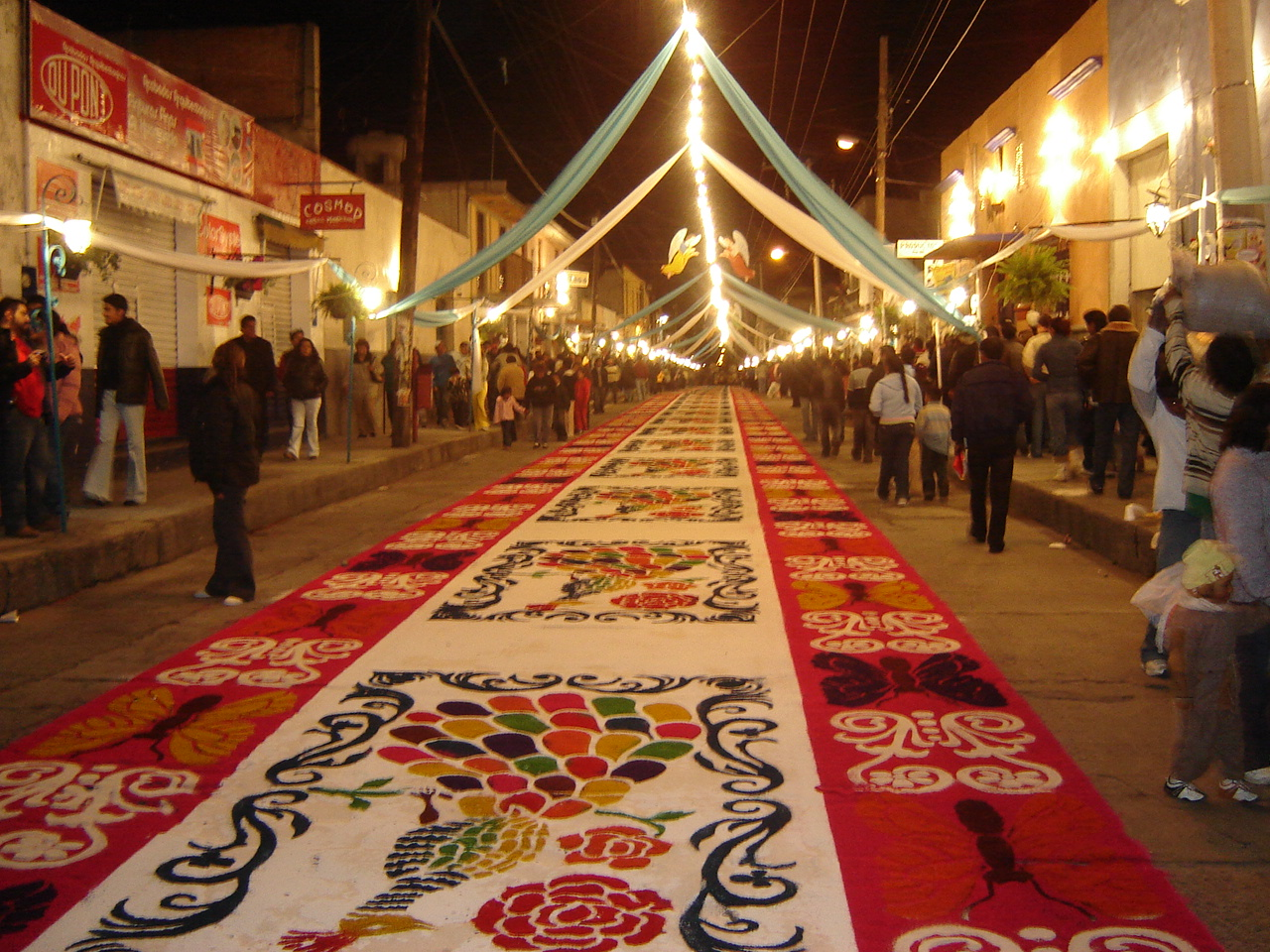
Alfombra de aserrín realizada durante la Noche que nadie duerme en Huamantla, Tlaxcala

Las alfombras o tapetes de aserrín son una o más capas de aserrín de colores y, a veces, otros materiales adicionales, colocados en el suelo como decoración. Estos tapetes se crean tradicionalmente para saludar a una procesión religiosa que camina sobre ellas. La tradición de decorar las calles de esta manera comenzó en Europa y fue traída a América por los españoles. La tradición todavía se encuentra en México, América Central, partes de América del Sur y partes de los Estados Unidos, pero es más fuerte en México y América Central.
El uso más tradicional de estos tapetes es para procesiones relacionadas con la Semana Santa en México y Centroamérica (especialmente en Sutiaba, León, Nicaragua, Antigua Guatemala; Comayagua y Tegucigalpa en Honduras y Corpus Christi en Estados Unidos. En México, su uso se ha extendido a procesiones dedicadas a los santos patrones, especialmente en Huamantla, Tlaxcala y Huajuapan de León, Oaxaca, así como al Día de Muertos, especialmente en el centro de México.

## Creación

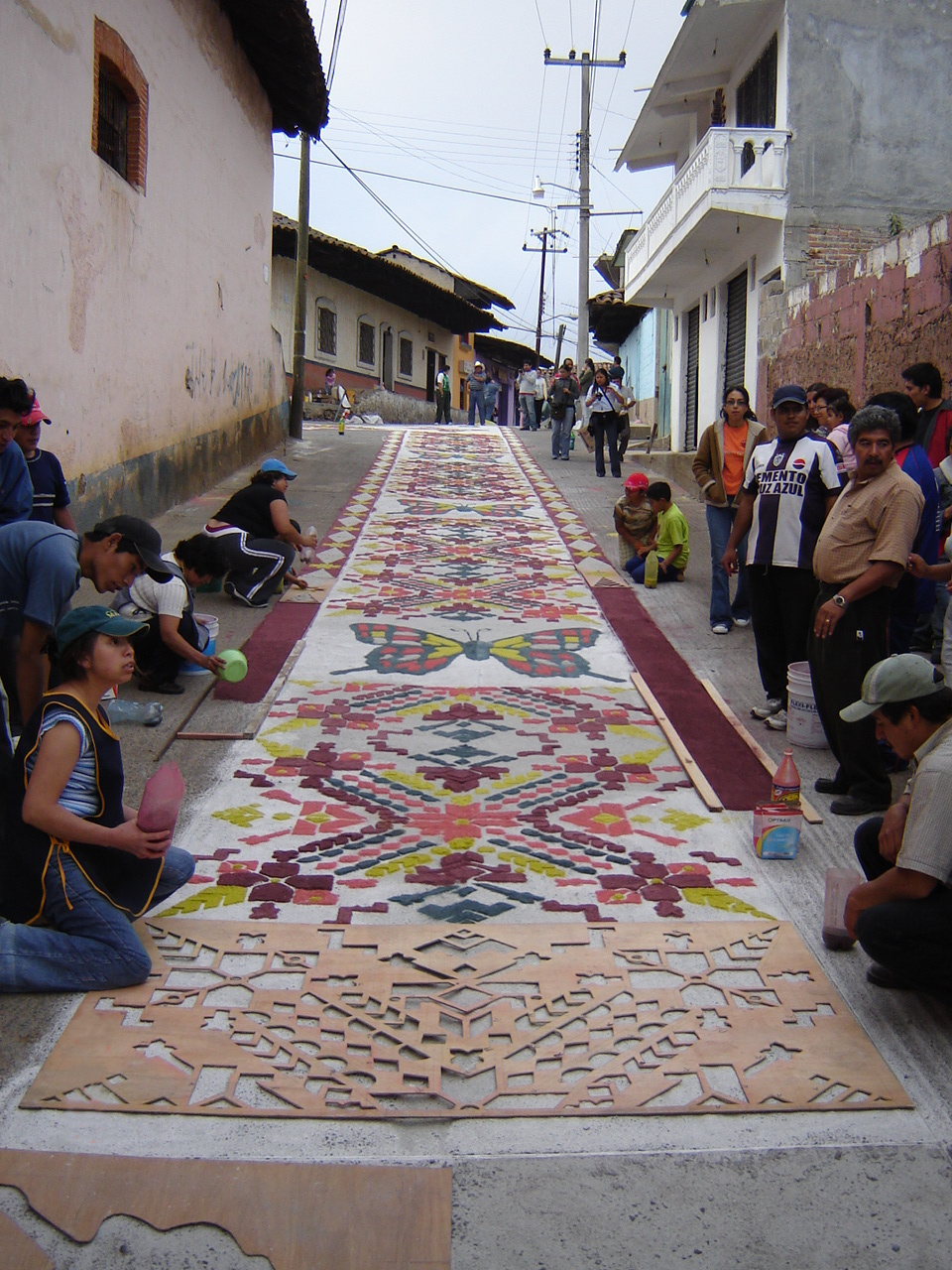
Tapete en proceso en Acaxochitlán, Hidalgo.

Los tapetes tradicionales en México y Centroamérica están hechas con aserrín normal o de colores; sin embargo, se utilizan varios materiales junto con este y, a veces, en su lugar. Estos otros materiales incluyen pétalos de flores y flores completas, agujas de pino, arroz, frutas, tierra con colorantes, cenizas y otros materiales generalmente orgánicos. El aserrín se limpia, se empapa en agua tintada y luego se deja secar. En el pasado se usaban tintes naturales como el índigo, cáscaras de almendras, etc., pero hoy en día es más común usar tintes comerciales. Cuanto más fino y compacto sea el aserrín, más liso será el trabajo terminado.
La mayoría de los tapetes tradicionales comienzan con una capa de aserrín sin teñir esparcida en un marco de madera para suavizar las superficies rugosas como las calles pavimentadas con piedra, y luego rociadas con una capa ligera de agua. A veces se utilizan otros materiales como arena para la base. Luego, los diseños se colocan encima. En calles lisas y otras superficies, el diseño se puede dibujar con tiza para después rellenarse con los materiales. Hay dos formas de crear el diseño, con el uso de moldes o esténciles y a mano alzada, rociando y colocando el material de color. La realización a mano alzada toma más tiempo y requiere más habilidad que con el uso de moldes que permiten diseños muy definidos y complicados. Una vez terminada el tapete, se rocía un poco de agua para fijar el aserrín en su lugar y evitar que los colores se desvanezcan.

## Historia
La tradición tiene su origen en la fiesta del Corpus Christi en Santa Cruz de Tenerife. Allí las calles se adornaron con flores y arena, volviéndose más elaboradas a lo largo de la Edad Media. La confección de las tapetes se extendió luego hasta el Viernes Santo con imágenes relacionadas con ese día, Cristo en la Cruz y una Virgen María afligida. Los españoles trajeron la costumbre a Latinoamérica y se estableció durante el período colonial como parte de la celebración de la Semana Santa, especialmente para recibir las procesiones de íconos religiosos que se llevaban por las calles. Una de las razones por las que se promocionaron fue didáctica, con imágenes que cuentan la historia de la Pasión de Cristo y otras escenas de su vida. Fueron aceptados especialmente en México y partes de Guatemala por las poblaciones indígenas, ya que, era similar a las tradiciones de poner frutos en honor a los dioses de la cosecha y a las alfombras hechas con plumas de aves exóticas como colibríes, guacamayos y quetzales.
Hoy en día, la fabricación de tapetes de aserrín se encuentra en México, varios países de Centroamérica, Honduras, Chile, Brasil y Perú. Los tapetes se fabrican en algunas parroquias católicas, especialmente en el suroeste de Estados Unidos. En Corpus Christi, Texas, la tradición fue traída por los Padres del Espíritu Santo que llegaron de Alemania. Debido a preocupaciones por preservar la tradición, en Nicaragua en el año 2000 se creó una técnica para crear diseños permanentes en aserrín. Se han realizado exposiciones de estas obras permanentes en Sutiaba, Managua y Antigua Guatemala. Estos se han creado con motivos religiosos y seculares como paisajes y bodegones. En 2011 la Embajada de Honduras en Estados Unidos realizó una exhibición de varias alfombras en un evento para conmemorar la Semana Santa.
Tradicionalmente, el aserrín después se quema o se tira a los ríos, lo que causa problemas ambientales. Por esta razón, algunas organizaciones adoptan alternativas al aserrín. Un ejemplo de esto son los estudiantes del Colegio Cedros Norte en la Ciudad de México, quienes hacen las alfombras para Corpus Christi usando tapetes de pasto y pétalos de flores, que es más biodegradable.

## Tradiciones importantes que utilizan la artesanía

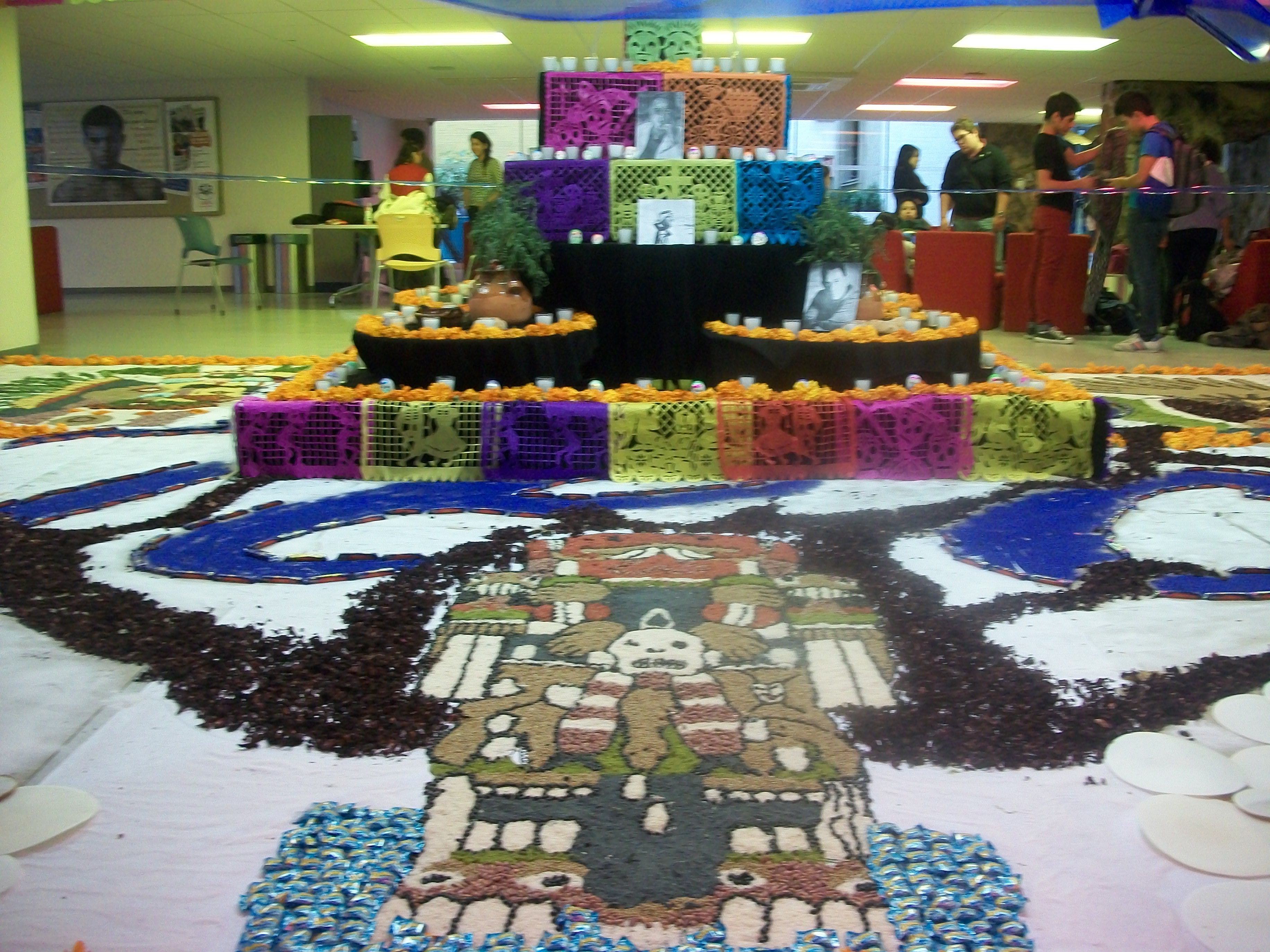
Altar del Día de Muertos con un tapete de aserrín que representa al dios Tláloc en el Campus del ITESM de la Ciudad de México.

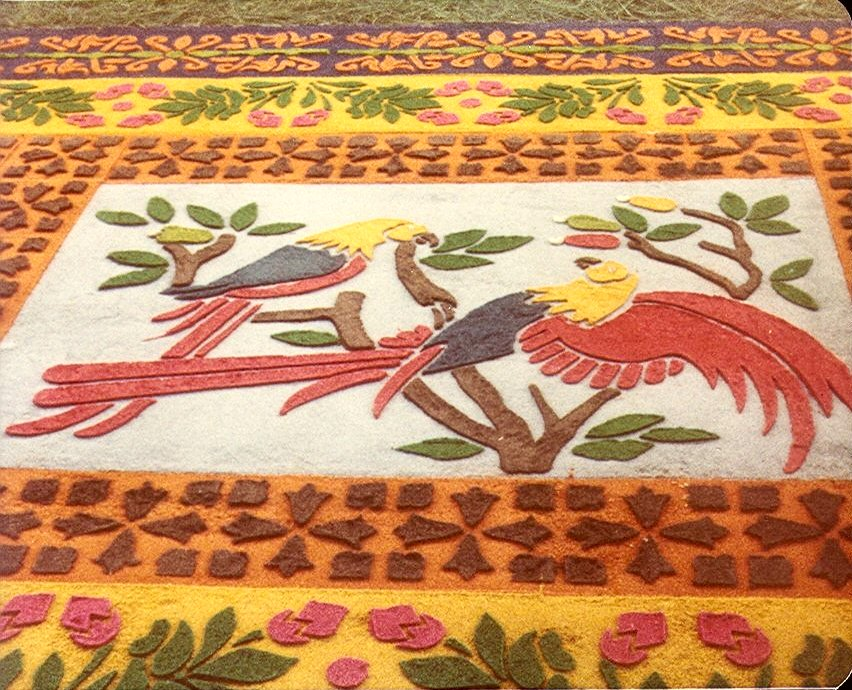
Parte de un tapete hecho para Semana Santa en Antigua Guatemala

El evento más grande que presenta tapetes de aserrín en México es en Huamantla, Tlaxcala. Los tapetes forman parte de la Feria de Huamantla que se extiende durante el mes de agosto. Durante todo el mes los artesanos elaboran tapetes en el atrio de la Basílica, el santuario de la imagen más importante de la ciudad, Nuestra Señora de la Caridad. Cada uno de ellos tiene unos cuarenta m² y cambia cada día, y están dedicado a la imagen de la Virgen María. Sin embargo, los hechos más importantes ocurren del 14 al 15 de agosto. Desde 1941, Nuestra Señora de la Caridad abandona su santuario en una procesión que recorre ocho kilómetros por las calles de la ciudad. Todo el recorrido de la procesión está cubierto de alfombras de aserrín y otros materiales. Las alfombras se crean la noche anterior durante lo que se denomina la Noche que nadie duerme y luego son pisoteadas por la procesión de la imagen en la madrugada del día 15. Las alfombras son organizadas y confeccionadas por comités organizados por los distintos barrios. La procesión y las alfombras atraen a unos 300.000 visitantes cada año. 
La confección de estas alfombras de aserrín ha hecho que el pueblo y algunos de sus artesanos sean más conocidos. Efrén Chacón es un destacado creador de Huamantla, no solo participa en Huamantla cada año, sino que también ha viajado por todo México y países como España, Italia, Canadá y Japón para dar exposiciones y charlas. Su trabajo con las alfombras le dio a Efren Chacón la oportunidad de conocer al Papa Juan Pablo II cuando él y otros 222 artesanos trabajaron para crear una alfombra con la imagen del Papa con la Virgen María usando aserrín y flores. Ha recibido reconocimientos por su trabajo de Japón, Canadá, Suiza, Italia, El Salvador, Guatemala y Estados Unidos. En 2008, los artesanos de Huamantla también crearon una alfombra de 150 metros de largo y seis metros de ancho con un diseño para honrar a las Naciones Unidas por su 63 aniversario.
La tradición de hacer estas alfombras para las procesiones de los santos patronos se ha extendido a otras áreas de México. Actualmente se realizan en la ciudad de Tlaxcala para la procesión de la imagen de la Virgen María de Octolán, y para la fiesta del Apóstol Pedro el 29 de junio en San Pedro Xalostoc, cerca de Ecatepec, Estado de México. En Huajuapan de León se confeccionan alfombras para la procesión del Señor de los Corazones, un Cristo negro, que el 24 de julio se extiende a lo largo de cinco kilómetros por las calles de la ciudad. Aunque la tradición fue adoptada de la de Huamantla, Huajuapan desde entonces ha desarrollado características propias como los diseños en la alfombra. Estos incluyen calados mixtecos, imágenes de códices prehispánicos y esquemas de colores regionales. El evento atrae a más de 10,000 visitantes a lo largo de la ruta de la procesión.
Desde entonces, la tradición de hacer alfombras con aserrín y otros materiales se ha extendido para incluir el Día de Muertos en México, especialmente para los grandes altares institucionales llamados ofrendas y ofrendas para honrar a personas importantes como el del escritor Carlos Fuentes, quien murió en 2012. Las alfombras del Día de Muertos pueden acompañar a una ofrenda tradicional en una mesa o pueden ser la ofrenda completa. Estos se elaboran con mayor frecuencia en la parte central de México. En Azcapotzalco en la Ciudad de México se hacen grandes alfombras con aserrín junto con pétalos de caléndula, maíz, sal y velas para el Día de Muertos. Estos incluyen muchos hechos por niños de escuela primaria. Desde 2007 se confeccionan en Guanajuato alfombras dedicadas al Día de Muertos, para el festival "El Tapete de la Muerte". Sin embargo, la tradición se ha extendido hasta Teotitlán de Flores Magón, Oaxaca, donde se hacen para honrar a los santos y Cancún como parte de las festividades del Día de Muertos. Se han creado tan al norte como Monterrey, donde se hizo una gran alfombra tipo ofrenda rodeada de 300 velas para conmemorar a las víctimas del atentado de Monterrey de 2011.
En Centroamérica, dos lugares con eventos destacados que presentan las alfombras son la comunidad de Sutiaba en el municipio de León, Nicaragua y Antigua Guatemala, los cuales mantienen el propósito original de uso durante la Semana Santa. Sutiaba es una comunidad indígena cuya tradición se remonta al menos al siglo XIX según el registro escrito. Las alfombras se hacen en la llamada Calle de Las Alfombras en la comunidad indígena de Sutiaba, a metros de la iglesia San Juan de Dios de Sutiaba. Las alfombras se realizan entre el lunes y el viernes durante la Semana Santa para la procesión del Viernes Santo. Cada sección toma alrededor de cinco a seis horas con dos a seis personas trabajando en ella dependiendo de la complejidad. El artista nicaragüense Federico Quezada ha trabajado para preservar las tradiciones de alfombras de aserrín de Sutiaba.
Otra zona famosa por sus alfombras es Antigua Guatemala, ya que ha mezclado imágenes católicas e indígenas desde el período colonial. Las alfombras de Antigua Guatemala se hacen generalmente con moldes con diseños alegóricos, símbolos religiosos, escenas bíblicas, formas geométricas y diseños florales con familias enteras trabajando juntas usando aserrín, agujas de pino, frutas, flores, arena y papel cortado. Las alfombras y procesiones en Antigua, Guatemala atraen a unos 200.000 turistas del país y del exterior.
En Cataluña, una tradición similar es la llamada Festa de les Enramades d'Arbúcies (Fiesta de Enramadas de Arbucias) relacionada con el Corpus Christi, que fue declarado patrimonio nacional en 1999. La tradición se remonta a 1589. Las Enramadas de Arbucias son ocho días de festividades junto con los días de preparación antes, cuando la gente recolecta grandes cantidades de flores y otros materiales para hacer alfombras para las calles a solas con ramas de árboles. El color lo proporcionan principalmente las flores. Las elaboradas decoraciones son luego paseadas por un desfile de carrozas y otros elementos festivos.